# 格蘭姆斯 (愛荷華州)
格賴姆斯（英語：Grimes）是一個位於美國愛荷華州波爾克縣的城市。

## 地理
格賴姆斯的座標為41°40′59″N 93°47′04″W / 41.68306°N 93.78444°W，而該地的平均海拔高度為291米（即955英尺）。

## 人口
根據2010年美國人口普查的數據，格賴姆斯的面積為30.74平方千米，當中陸地面積為30.66平方千米，而水域面積為0.08平方千米。當地共有人口8246人，而人口密度為每平方千米268人。